# Cattedrale di Montpellier
La cattedrale di San Pietro (in francese: Cathédrale Saint-Pierre de Montpellier) è il principale luogo di culto cattolico di Montpellier, nel dipartimento dell'Hérault. La chiesa, sede del vescovado di Montpellier, è monumento storico di Francia dal 1906.

## Storia
La basilica di San Pietro era in origine la cappella del Monastère-Collège Saint-Benoît Saint-Germain, fondato nel 1364 da papa Urbano V. La chiesa fu eretta a cattedrale nel 1536, quando la sede vescovile fu trasferita da Maguelone a Montpellier, e consisteva di una sola navata, con cinque campate e 14 cappelle laterali. 
Durante le guerre di religione la cattedrale divenne bersaglio di attacchi protestanti. Il 20 ottobre 1561, dopo un assedio, la folla entrò attraverso un buco nella cattedrale dove si erano rifugiati alcuni cattolici e li massacrò. La chiesa venne così saccheggiata una prima volta; poi nuovamente nel 1562, quando fu privata delle campane e delle ringhiere in ferro, utilizzate per fabbricare munizioni con cui resistere all'assedio della città da parte dei cattolici; ancora nel 1567, quando gli attacchi dei protestanti causarono il crollo di una torre, cui seguì il crollo dell'intero edificio. 
Re Luigi XIII volle subito ricostruire la cattedrale. La cattedrale fu ingrandita nel XIX secolo. I lavori ebbero inizio nel 1855 sotto la supervisione dell'architetto Henri Révoil, per concludersi nel 1875.